# Korbach Hauptbahnhof
Korbach Hauptbahnhof (bis zum 1. Februar 1935 „Corbach“; seit Ende 2018 Hauptbahnhof) ist ein am 15. August 1893 eröffneter ehemaliger Kreuzungsbahnhof und heutiger Trennungsbahnhof in der Stadt Korbach im nordhessischen Landkreis Waldeck-Frankenberg an der Bahnstrecke Wega–Brilon Wald und der Unteren Edertalbahn.

## Verkehrstechnische Bedeutung
Korbach war einst ein Eisenbahnknotenpunkt, an dem sich zwei Strecken kreuzten:
- Sarnau–Warburg, von Marburg (Lahn) über Frankenberg nach Volkmarsen und bis 1967 weiter nach Warburg und
- Wabern–Brilon, von Wega über Waldeck und Willingen nach Brilon Wald.

Alle vier waren zeitweilig ohne Personenverkehr; heute sind drei Richtungen in Betrieb: nach Kassel, Marburg und Brilon.
Stündlich fahren tagsüber Züge zwischen Korbach und Kassel (ab Volkmarsen über Wolfhagen) sowie alle zwei Stunden auf dem Abschnitt zwischen Marburg und Brilon Wald / Brilon Stadt.

## Geschichte

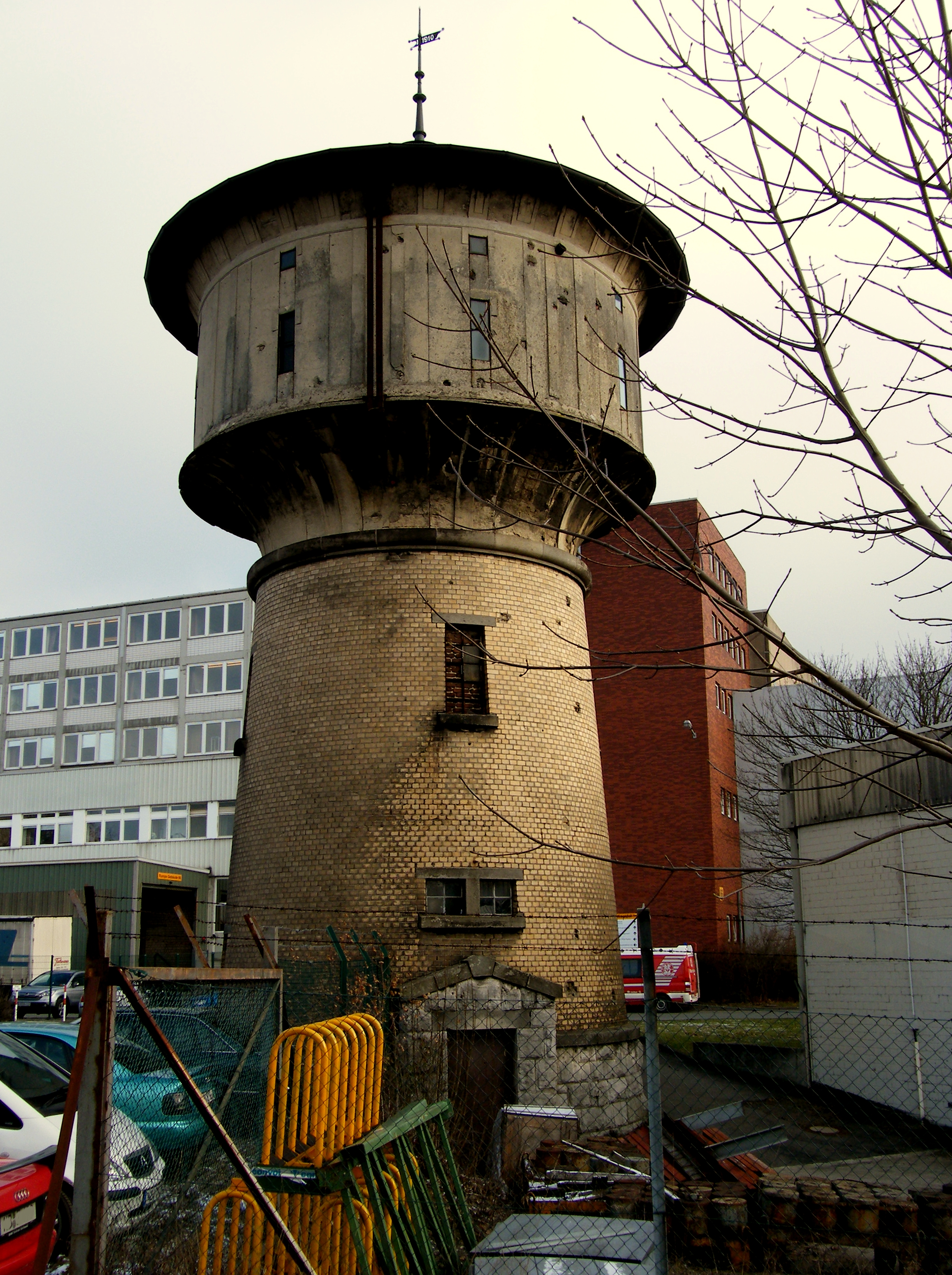
Wasserturm aus dem Jahr 1910

Mit Eröffnung des Korbacher Bahnhofs am 15. August 1893 und der Bahnverbindung über Volkmarsen nach Warburg bzw. Kassel begann ein bescheidener wirtschaftlicher Aufschwung für die Stadt. Der weitere Ausbau des Schienennetzes veranlasste 1907 den Unternehmer Louis Peter, die „Mitteldeutsche Gummiwarenfabrik Louis Peter AG“, die 1929 von der Continental AG übernommen wurde, zu gründen. Das Werk hatte einen eigenen Gleisanschluss. Nördlich des Personenbahnhofs entstand ein großer Güterbahnhof, dessen Areal heute überwiegend von einem Logistikunternehmen für Continental genutzt wird.
Der Abschnitt Waldeck–Korbach („Ederseebahn“) der Strecke Wega–Brilon Wald wurde am 1. Juni 1912 eröffnet. Etwa fünf Jahre später, am 2. April 1917, war diese Strecke durchgehend befahrbar.
Die Strecke Wega–Korbach wurde im Zweiten Weltkrieg als Ausweichstrecke – vor allem für die Verbindung von Kassel in das Ruhrgebiet – für den Güter- und Personenverkehr genutzt. Bei einem Bombenangriff am 18. März 1945 auf das Selbacher Viadukt wurde dieser Abschnitt unterbrochen und die Deutsche Reichsbahn wich stärker auf die Strecke Kassel–Volkmarsen–Korbach aus.
Im Rahmen des Ausbaus zum Bahnknoten wurde 1912 das alte Stationsgebäude von 1893, welches sich zweihundert Meter nordwestlich des heutigen Standortes befand, durch einen repräsentativen Neubau nach Plänen von Alois Holtmeyer ersetzt. Das Empfangsgebäude hat einen L-förmigen Grundriss mit einem Natursteinsockel sowie einem turmartig erhöhten Osttrakt. Während die Gleisanlagen im Zweiten Weltkrieg weitgehend von Zerstörungen verschont blieben, wurde das Empfangsgebäude infolge von Kriegsschäden vollständig im Stil der 1950er umgebaut.
Seit 2018 ist der Bahnhof offiziell Hauptbahnhof. Im Dezember 2018 ging die Werkstatt der Kurhessenbahn für Triebwagen des Nordwesthessen-Netzes in Betrieb.

### Stilllegungen und Reaktivierungen seit 1987

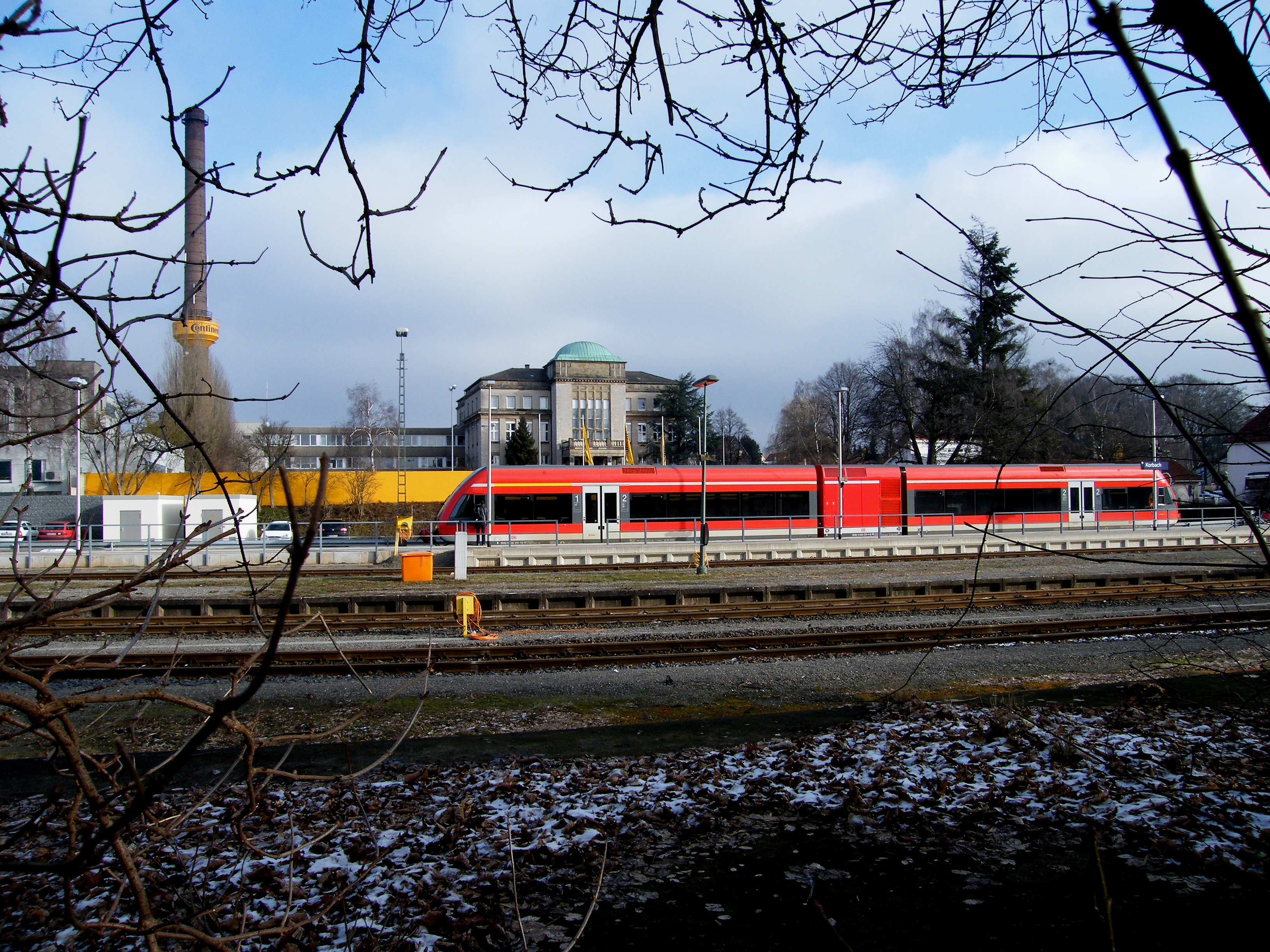
Gleise und Bahnsteige im Bahnhof Korbach

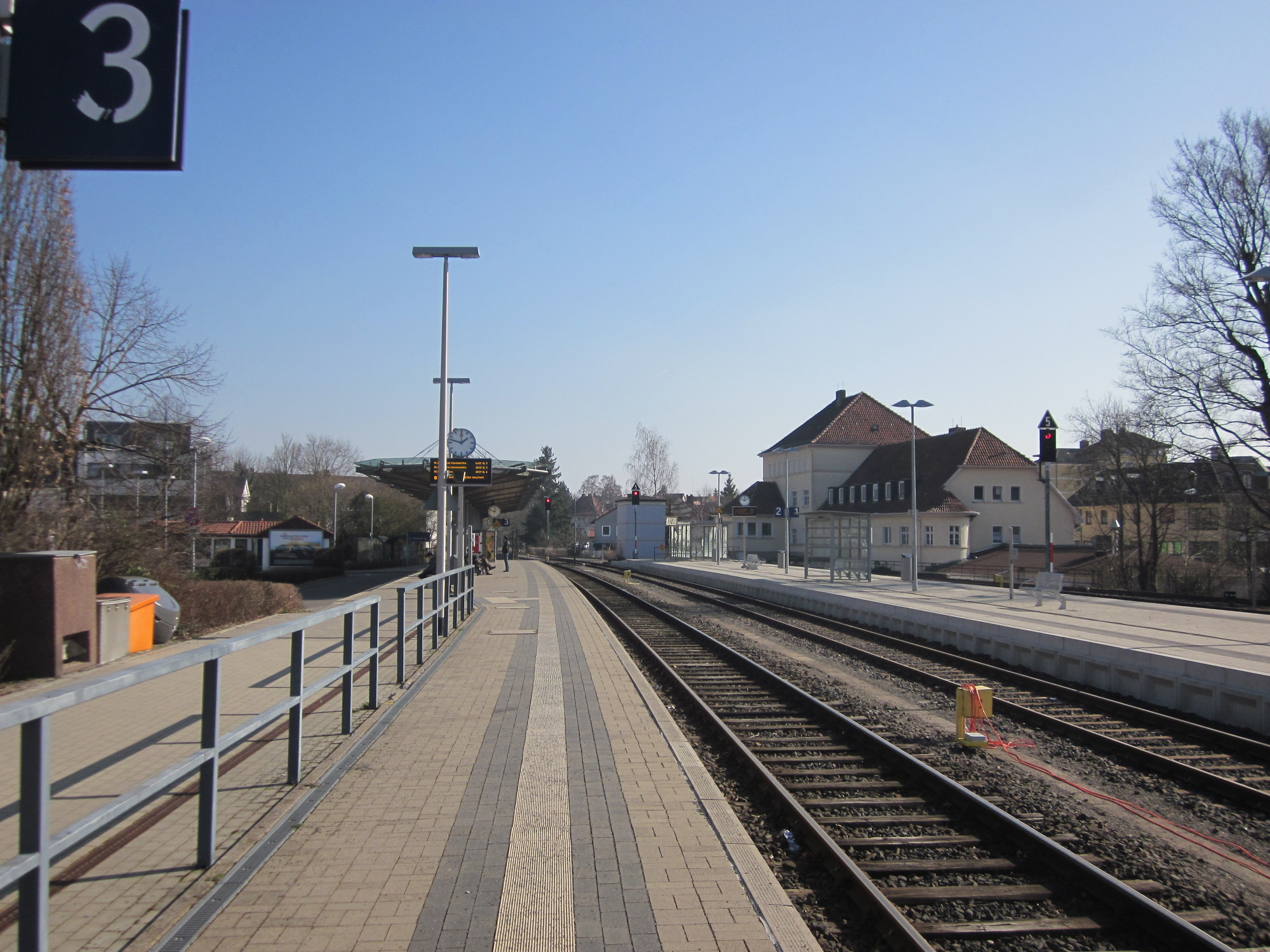
Modernisierte Bahnsteige

Bis Mitte der 1970er Jahre fuhren durchgehende Fernzüge, unter anderem nach Amsterdam Centraal sowie der Heckeneilzug zwischen Hamburg-Altona und Frankfurt am Main Hbf. Letztgenannte Verbindung verschwand 1979 aus den Kursbüchern, während das Schnellzug-Paar Bad Wildungen–Amsterdam noch bis 1991 verkehrte.
Bereits zuvor hatte der Abbau des Streckennetzes begonnen, mit erheblichen Auswirkungen auch auf den Bahnhof Korbach. Auf dem Abschnitt Korbach–Volkmarsen war der Personenverkehr am 30. Mai 1987 eingestellt, der Güterverkehr jedoch weiterbetrieben worden. Nachdem sich in den 1990er Jahren die Stimmen für eine Reaktivierung mehrten, wurde der Personenverkehr von Kassel über Volkmarsen nach Korbach am 4. Oktober 1998 wieder aufgenommen. Er wird heute durch die DB-Tochter Kurhessenbahn betrieben. Es gibt hier zudem noch geringen Güterverkehr.
Auf der am 1. Mai 1900 eröffneten Unteren Edertalbahn von Korbach Süd nach Frankenberg wurde der Personenverkehr am 30. Mai 1987 eingestellt. Der Hessische Landtag beschloss am 25. September 2008, die Strecke zu reaktivieren und für den regulären Bahnverkehr in Stand zu setzen. Eine Wirtschaftlichkeitsprüfung wurde mit einem Wert über 1 abgeschlossen. Im September 2012 plädierten auch der NVV und der Kreisausschuss des Landkreises Waldeck-Frankenberg dafür. Die Reaktivierung erfolgte am 11. September 2015. Der kurze Abschnitt von Korbach bis Korbach Süd war bereits am 29. September 1999 wiedereröffnet worden.
Der Abschnitt Bad Wildungen–Korbach der Bahnstrecke Wega–Brilon Wald, war ab dem 27. Mai 1995 wegen sanierungsbedürftiger Viadukte gesperrt und wurde ein Jahr später stillgelegt. Später wurde die ehemalige Bahntrasse asphaltiert und zu einem Radweg umgebaut; dieser Ederseebahn-Radweg verläuft nun von Korbach bis nach Edertal-Buhlen.

## Bahnanlagen

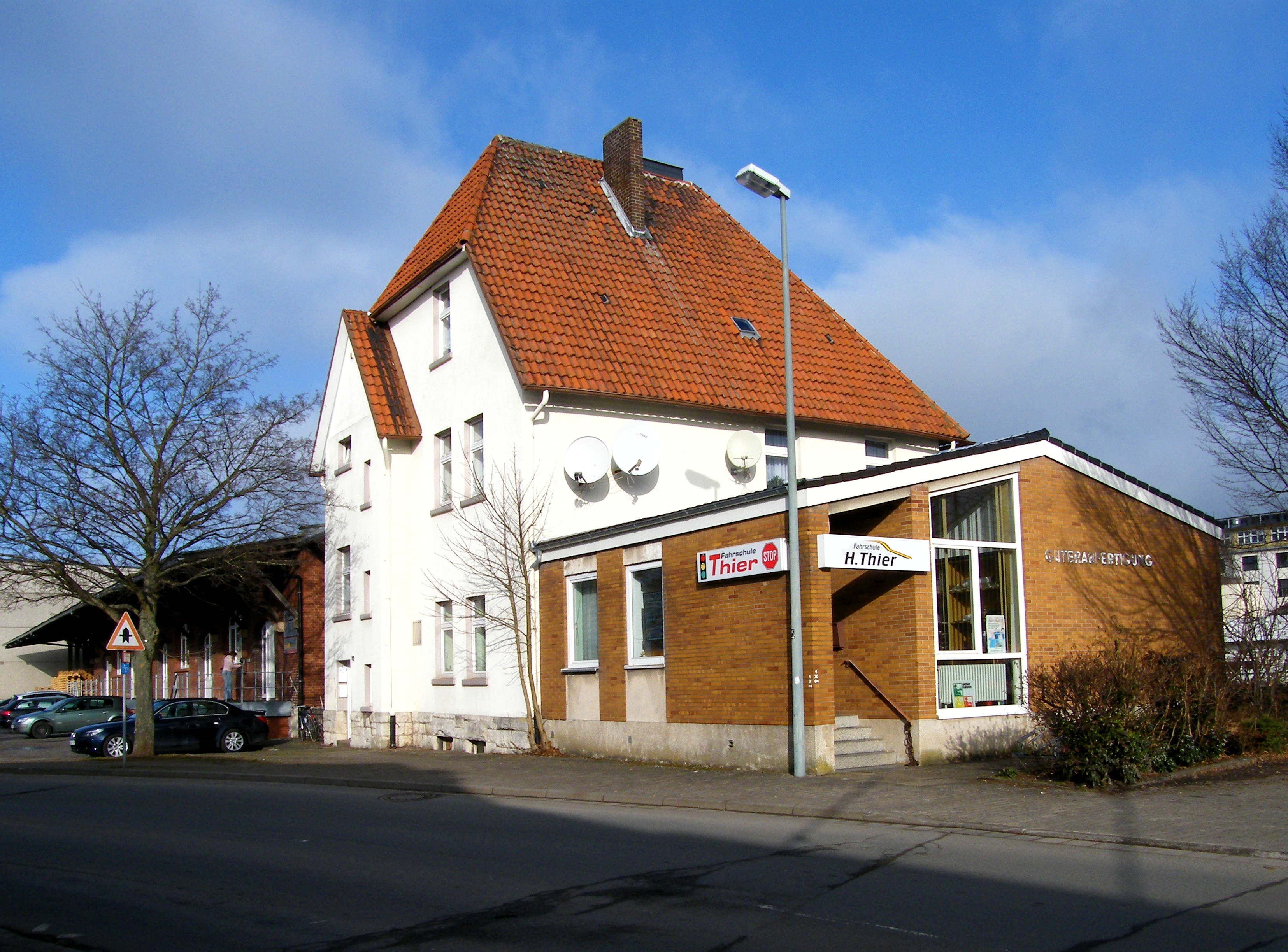
Güterbahnhof Korbach

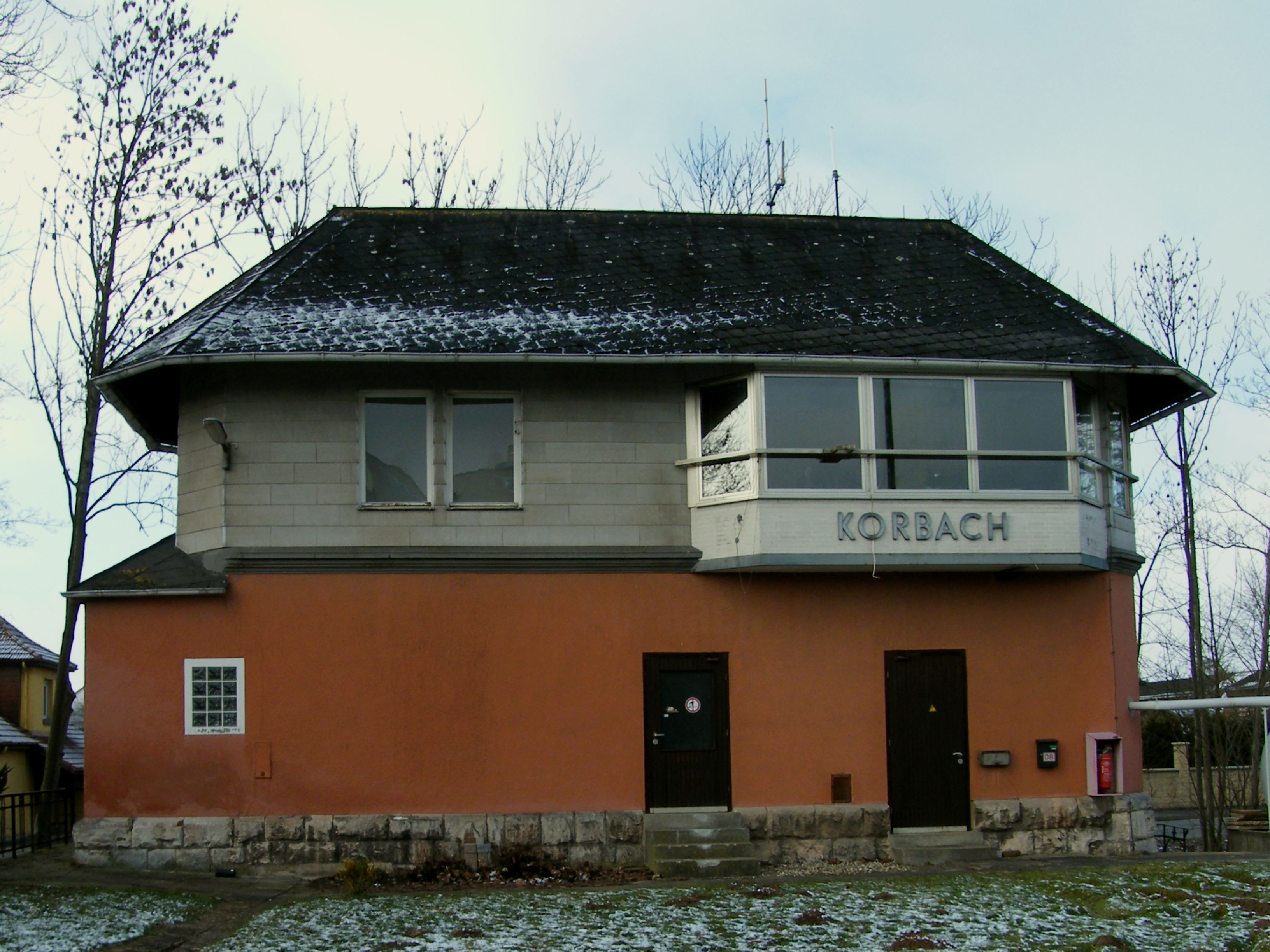
Ehemaliges Stellwerk Korbach

Die jeweils eingleisigen Strecken der Ederseebahn und der Unteren Edertalbahn trafen im Süden der Stadt am Südring zusammen, etwa 350 m vor dem Haltepunkt Korbach-Süd, und liefen dann parallel zueinander bis zur Einfahrt in den Bahnhof Korbach. Dieser hatte im Bereich des Personenbahnhofs zwei Bahnsteige und fünf Gleise. Weichenverbindungen bestanden (und bestehen heute noch) erst im unmittelbar nördlich anschließenden Güterbahnhof. Danach teilten sich die beiden Strecken am Nordring unmittelbar nach dem Durchlaufen des Güterbahnhofs und kreuzten einander 150 Meter weiter nördlich, nach Unterquerung der B 251.
Nach den Streckenstilllegungen in den 1980er Jahren wurde auch der Personenbahnhof teilweise zurückgebaut. Gleis 1, das früher der Unteren Edertalbahn in Richtung Frankenberg diente, war zwischenzeitlich nur noch Abstellgleis; mittlerweile hält hier die RB97 in Richtung Willingen. Auf Gleis 2, der „Gegenfahrbahn“ auf der Unteren Edertalbahn, halten die Züge der RB97 nach Marburg. Von Gleis 3 fuhr man einst auf der Ederseebahn nach Bad Wildungen; heute halten dort die Züge aus und nach Kassel. Gleis 4 war früher der Beginn der Uplandbahn nach Brilon-Wald, wurde dann aber bei der Erweiterung des Busbahnhofes zu einem Stumpfgleis verkürzt. Seit 2003 fahren von dort aus wieder Züge auf der Uplandbahn nach Brilon Wald, seit dem 11. Dezember 2011 weiter bis Brilon Stadt.

### Umbaumaßnahmen
Zum Hessentag 2018 wurden der Hauptbahnhof und der ZOB stark umgebaut. Dazu wurde der Schienenverkehr im Sommer 2017 vorübergehend eingestellt und die Züge wurden durch Busse ersetzt.

### Stellwerk
Seit November 2009 ist der Bahnhof mit einem elektronischen Stellwerk und Ks-Signalen ausgerüstet. Das alte elektromechanische Stellwerk steht seitdem leer.

## Bedienung

### Personenverkehr
Der Bahnhof Korbach ist trotz Einstellung des Personenverkehrs in Richtung Wega weiterhin der zentrale ÖPNV-Knoten im Waldecker Land. Die beiden Strecken nach Kassel und Brilon-Wald werden von der Kurhessenbahn im Stundentakt betrieben, diejenige nach Frankenberg und weiter nach Marburg alle zwei Stunden.
| Linie     | Verlauf | Takt       |
| --------- | --- | ---------- |
| RB4       | Korbach Hbf – Twiste – Mengeringhausen – Bad Arolsen – Külte-Wetterburg – Volkmarsen – Ehringen – Wolfhagen – Zierenberg – Ahnatal-Weimar – Vellmar-Obervellmar – Kassel-Wilhelmshöhe Stand: Fahrplanwechsel Dezember 2021 | 60 min     |
| RE97 RB97 | Lahn-Sauerland-Express: Brilon Stadt – Brilon Wald – Willingen – Usseln – Korbach Hbf – Korbach Süd – Vöhl-Thalitter (nur RB 97) – Vöhl-Herzhausen – Vöhl-Schmittlotheim (nur RB 97) – Vöhl-Ederbringhausen (nur RB 97) – Frankenberg-Viermünden – Frankenberg-Goßberg – Frankenberg (Eder) – Burgwald-Birkenbringhausen – Wiesenfeld – Ernsthausen – Münchhausen – Simtshausen – Wetter (Hessen) – Cölbe – Marburg (Lahn) Stand: Fahrplanwechsel Dezember 2021 | 60/120 min |

Angegliedert ist ein Busbahnhof, welcher weitere Anschlussmöglichkeiten bietet.

### Güterverkehr
Der Güterverkehr wurde seit den 1970er Jahren nach und nach eingestellt. Heute werden nur noch vier Unternehmen, darunter die Continental AG, regelmäßig mit Güterzügen bedient.